# Miss Galaxy
Miss Galaxy Queen est un concours de beauté organisé à Nuku'alofa, aux Tonga, où les candidats sont membres de la communauté fakaleiti des Tonga. Organisé par la Tonga Leitis Association (TLA), il sensibilise aux questions relatives aux droits LGBTQ+ et devient un événement régulier du calendrier culturel tongien.

## Contexte
Émergeant de la scène disco des années 1970 à Tonga, le concours Miss Galaxy est créé en 1993, organisé par la Tonga Leitis 'Association (TLA) comme un moyen de sensibiliser aux problèmes rencontrés par les personnes LGBT+ aux Tonga et de collecter des fonds pour leurs programmes. Structurée de la même manière que le concours Miss Heilala des Tonga, Miss Galaxy rencontre plus de succès que ce dernier. De plus, alors que les candidats à Miss Heilala sont censés représenter les Tonga, les candidats à Miss Galaxy se montrent davantage cosmopolites et s'expriment en langue anglaise. Plusieurs candidats à Miss Galaxy reçoivent un soutien financier pour concourir, contrairement aux candidats à Miss Heilala qui sont souvent plus riches.

## Organisation et parrainage

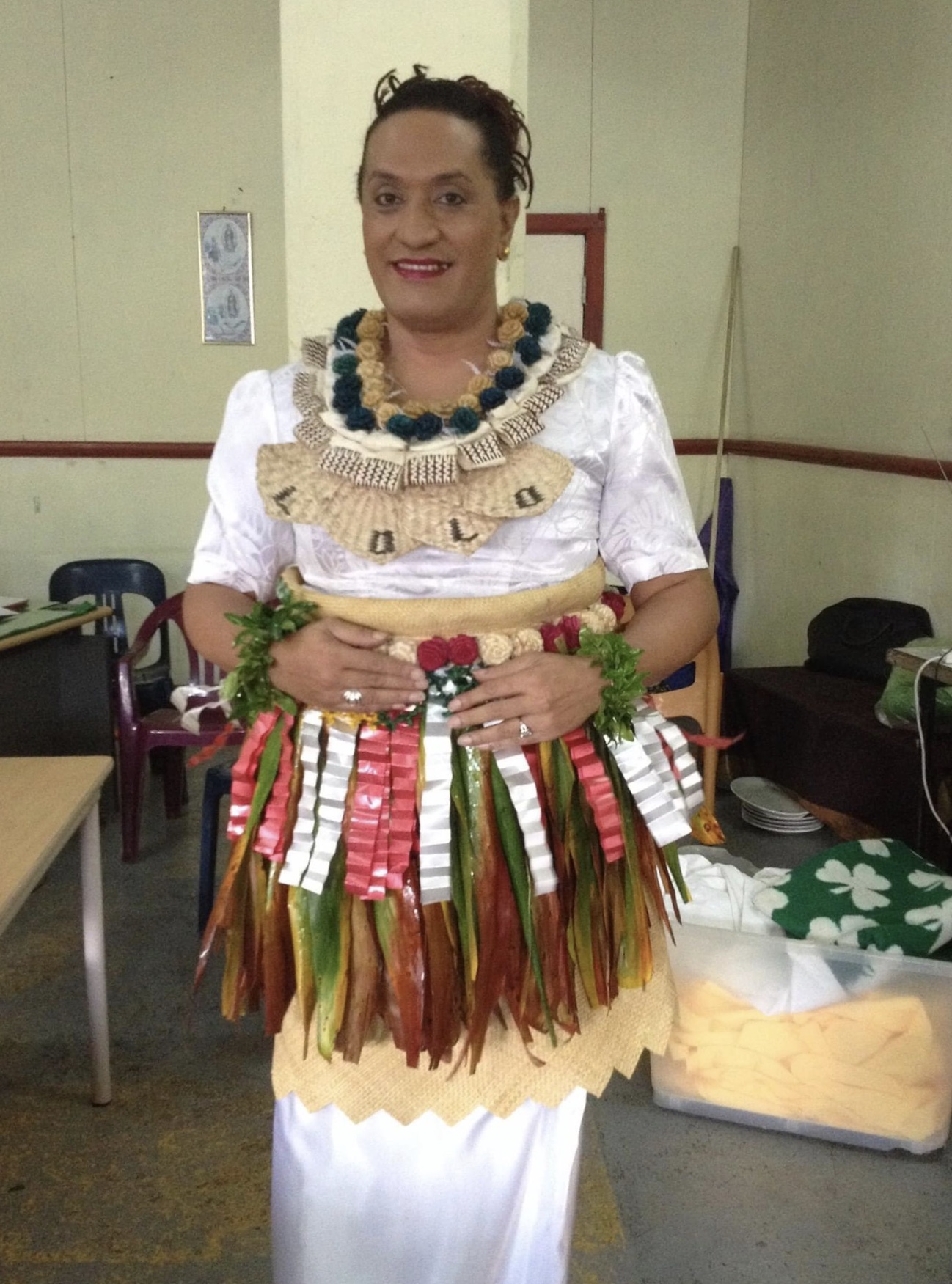
Joey Joleen Mataele est la directrice du concours Miss Galaxy.

Le concours a souvent lieu en juillet de chaque année dans le cadre du festival Heilala. La directrice du concours est Joey Jolleen Mataele. La marraine de Miss Galaxy est Salote Lupepau'u, fille aînée de la princesse Salote Mafile'o. Le concours attire un public de jusqu'à cinq mille personnes chaque année. Un jury évalue les candidates de Miss Galaxy dans un certain nombre de catégories de talents et d'apparences différentes. Des universitaires internationaux, des célébrités et des membres de la famille royale ont été juges pendant plusieurs années.
Le concours est organisé à l'origine à l'hôtel Dateline, mais lorsque le propriétaire change au profit d'un adepte du christianisme évangélique, le concours déménage en 1997 dans un nouvel emplacement - le Queen. En 2010, le concours est organisé au Four Seasons Resort à 'Umusi pour la première fois. Les participants créent des costumes dans plusieurs catégories, notamment : « Red Creation » qui est un hommage aux personnes touchées par le VIH ; « Condom Creation », conçu pour sensibiliser à l'utilisation du préservatif ; "Rainbow Attire" est un hommage aux familles arc-en-ciel. Au cours de l'événement de reconstitution historique, le TLA voit se faire sa plus grande distribution de préservatifs. Le concours dispose également d'un stand de test du VIH, où les participants peuvent être testés tout en assistant à l'événement.
Des entreprises tongiennes locales parrainent l'événement, une démonstration de leur soutien au changement d'attitude envers les droits LGBTQ+. En 2002 , Air New Zealand commence à parrainer le concours dont le nom devient Air New Zealand Galaxy Queen Beauty Pageant. En 2017, le concours est parrainé par Digicel Tonga. Le thème du concours de 2021 est "Mettre fin à la violence sexiste".

## Réception

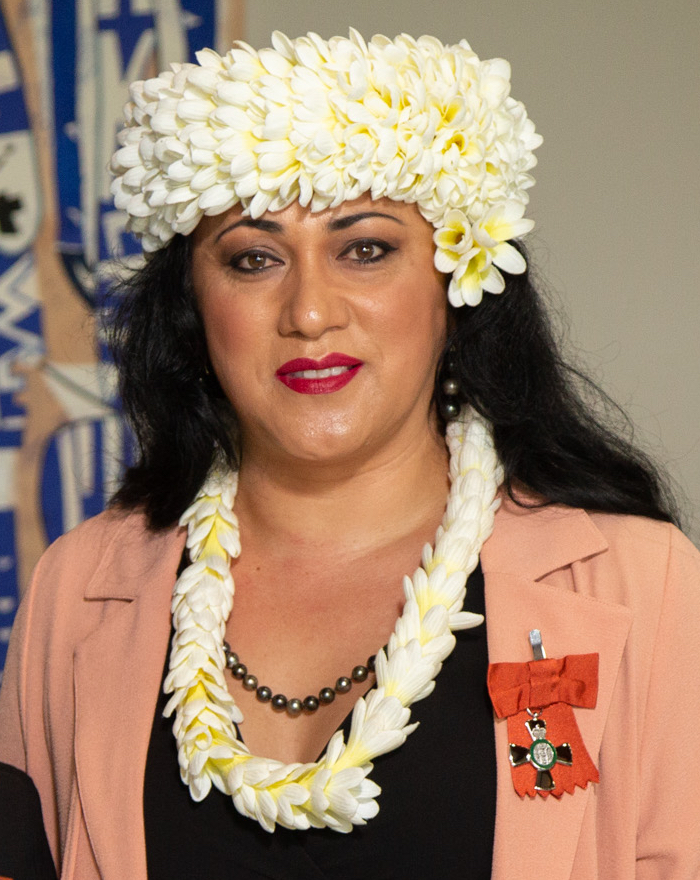
Phylesha Brown-Acton remporte le concours en 2004.

Quelques jours après l'événement inaugural en 1993, un responsable de l'éducation écrit que les écoles sont sûrement responsables du nombre de leitis aux Tonga, tout en désapprouvant ce fait.
En 2018, les candidats au concours ont été présentés dans le documentaire Leitis in Waiting qui décrit les difficultés rencontrées par la communauté leitis aux Tonga. La même année, le concours célèbre ses 25 ans d'existence.
En 2004, Phylesha Brown-Acton remporte le concours.